# Бајрон (Џорџија)
Бајрон (енгл. Byron) град је у америчкој савезној држави Џорџија. По попису становништва из 2010. у њему је живело 4.512 становника.

## Демографија
Према попису становништва из 2010. у граду је живело 4.512 становника, што је 1.625 (56,3%) становника више него 2000. године.
| Група             | 2000.         | 2010.         |
| Белци             | 2.205 (76,4%) | 2.876 (63,7%) |
| Афроамериканци    | 584 (20,2%)   | 1.310 (29,0%) |
| Азијати           | 15 (0,5%)     | 80 (1,8%)     |
| Хиспаноамериканци | 24 (0,8%)     | 174 (3,9%)    |
| Укупно            | 2.887         | 4.512         |